# Czerwone złoto
Czerwone złoto – stop złota ze srebrem i dodatkiem miedzi. 
Barwa wyrobu zależy od proporcji srebra i miedzi w stopie: im więcej srebra i mniej miedzi tym bardziej  delikatny odcień (tak zwane różowe złoto). Stosując znacznie więcej miedzi, a mniej srebra uzyskuje się złoto o bardzo intensywnym kolorze czerwonym. Z tych samych trzech składników, w zależności od stosunku srebra do miedzi, można uzyskać delikatne żółte złoto lub bardzo intensywnie żółte.